# Adventure/Droshky!
『Adventure/Droshky！』（アドベンチャー/ドロシュキー）は、[Alexandros]の通算9枚目のシングル。2014年6月18日にRX-RECORDSからリリースされた。

## 概要
前作「Run Away/Oblivion」より、約6ヶ月ぶりのリリースで、2作連続となる両A面シングルである。2014年3月28日に、[Champagne]から現在のグループ名([Alexandros])に変わった後、初となるシングル。
また、ライブ映像「［Alexandros］Live at Budokan 2014」と同時発売である。

## 収録内容
（全作詞・作曲：川上洋平）
1. Adventure [4:30]
どうしても[Alexandros]の1曲目にしたかったと川上はコメントしている[4]。
2. Droshky！ [4:03]
ブラスバンドが加わった壮大な楽曲[4]。曲名はロシア語で「屋根のない馬車」の意。
3. Thunder [4:30]
ファンの間で人気があり、2015年7月に日本武道館で行われた「Premium V.I.P. Party」のリクエストランキングではカップリングながらぶっちぎりの1位であった。
4. Untitled (Live at Budokan 2014.3.28) [6:21]
2014年3月28日に行われた初の日本武道館のワンマンライブで披露された音源。原曲は[Champagne]時代に発売された1stアルバム「Where's My Potato?」の収録曲。

## チャート成績
オリコンチャートのCDシングル週間ランキングでは、2014年6月30日付のランキングで初登場で最高順位10位を記録し、2作連続となるTOP10を獲得した。さらに2014年6月度の月間チャートでは発売初月に1.2万枚を売り上げ、39位を獲得した。